# Could've Been
Could've Been è un singolo pubblicato nel 1987 dall'allora adolescente cantante statunitense Tiffany, estratto dall'eponimo album Tiffany.

## Tracce
- 7"

1. Could've Been — 4:00
2. The Heart of Love — 3:57

## Classifiche
| Classifica (1988) | Posizione massima |
| ----------------- | ----------------- |
| Stati Uniti       | 1                 |